# Rev Limit
Rev Limit (en japonés: レブ リミット, romanizado: Rebu Rimitto) es un videojuego de carreras inédito que estaba en desarrollo y planeado para ser publicado por SETA Corporation en mayo de 1998 para Nintendo 64. También estaba destinado a ser el primer título de arcade en utilizar la propia placa de arcade Aleck 64 de Seta , y también se planeó para el 64DD. Fue uno de los primeros títulos de carreras originales de terceros que se anunció para el sistema. En el juego, los jugadores compiten contra vehículos controlados por computadora u otros oponentes humanos en varias pistas de diferentes temáticas para alcanzar el primer lugar y avanzar al siguiente curso.
Rev Limit se mostró por primera vez en 1996 y se mostró por primera vez en tiempo real en el Shoshinkai 1996 con una recepción mixta por parte de la prensa de videojuegos y los asistentes al evento. Mostrado en varias revistas de videojuegos, su lanzamiento se pospuso constantemente ya que el juego se sometió a numerosos rediseños, y Seta enfrentó dificultades financieras que redujeron su producción y finalmente llevaron a la cancelación del juego tanto para Nintendo 64 como para las salas de juegos. Aunque nunca se lanzó oficialmente al público, en 2016 apareció un prototipo de cartucho.

## Jugabilidad
Rev Limit es un juego de carreras similar a Ridge Racer y Gran Turismo, donde el jugador debe maniobrar cualquiera de los autos para competir contra oponentes artificialmente inteligentes u otro oponente humano en varias pistas de carreras ubicadas en múltiples ubicaciones. El juego presenta varios modos para elegir en el menú principal, como Arcade, Time Attack, Championship y Versus Battle. Los jugadores también pueden cambiar las condiciones climáticas, transmisión automática o manual para el vehículo, número de vueltas y más. La pantalla de opciones permite al jugador configurar los ajustes de control y otras opciones. En el modo Arcade, los recorridos se agrupan en seis clases diferentes para elegir antes de competir.

## Historia
Rev Limit se mostró por primera vez en el cuarto trimestre de 1996 en varias revistas, antes de mostrarse funcionando en tiempo real y jugable por primera vez para los asistentes a Shoshinkai 1996, donde sus imágenes recibieron elogios, pero por lo demás, tuvo una recepción mixta. Fue uno de los primeros títulos de carreras originales que se anunció para Nintendo 64, y se mostró junto con otros títulos en desarrollo de Seta como Chopper Attack y Eikō no Saint Andrews en el evento mencionado. Las primeras vistas previas del juego mencionaron modos de juego jugables como carreras de velocidad, resistencia y resistencia, pero no soporte para multijugador, y lo promocionaron para un lanzamiento en 1997.
Yasuhiko Kikuchi fue uno de los diseñadores involucrados en el proyecto, mientras que Harada Noboru se desempeñó como líder del equipo de desarrollo durante la producción. El título siguió mostrándose en revistas y se demostró una vez más al público en Nintendo Space World 1997, ahora promocionado para un lanzamiento en 1998, y planeado como el primer título para la propia placa arcade Aleck 64 de Seta. Aunque el juego no apareció en el E3 de 1998 , Seta aseguró que el título aún estaba programado para ser publicado a pesar de que se retrasó. Sin embargo, a pesar de que ahora se planea su lanzamiento en el 64DD, Seta comenzó a enfrentar restricciones financieras a fines de la década de 1990 que, como resultado, redujeron su producción, lo que eventualmente conduciría a la cancelación del juego tanto para Nintendo 64 como para las salas de juegos.
En 2016, un cartucho prototipo que contenía una versión de Rev Limit de 1999 se vendió en Yahoo! Auctions en Japón, que contienen varias diferencias en comparación con otras versiones del juego mostradas anteriormente, así como errores gramaticales.